# تل السوس
تل السوس أو أبو سوس كما تعرف محليّاً، قرية سوريّة تتبع إداريّاً لمحافظة حلب منطقة دير حافر ناحية رسم حرمل الإمام، بلغ تعداد سكانها 1,756 نسمة حسب التعداد السكاني لعام 2004.